# Frankfort Springs
Frankfort Springs è una borough degli Stati Uniti d'America, nella contea di Beaver nello Stato della Pennsylvania. Secondo il censimento del 2000 la popolazione è di 130 abitanti.

## Società

### Evoluzione demografica
La composizione etnica vede una esclusività della razza bianca (100,00%), dati del 2000.
| borough di Frankfort Springs Popolazione |     |
| 2000                                     | 130 |
| Stima al 2009                            | 119 |